# Таловка (село, Бурятія)
Таловка (рос. Таловка) — село Прибайкальського району, Бурятії Росії. Входить до складу Сільського поселення Мостовського.
Населення — 161 особа (2015 рік).